# Молаоглы
Моллаоглы (груз. მოლაოღლი, азерб. Mollaoğlu) (бывшее Палыдлы азерб. Palıdlı) — село Марнеульского муниципалитета, края Квемо-Картли республики Грузия со 100 %-ным азербайджанским населением. Находится на юге Грузии, на территории исторической области Борчалы.

## Топоним и история села
Первой семьей, поселившейся в этом селе, была семья крестьянина по имени Молла, переселившаяся сюда из соседнего села Садахло. С именем этого человека и связано нынешнее название села. Далее в село переселился племянник Моллы, по имени Гусейн. В настоящее время род Гусеина, под фамилией Имановы, достиг 9 семей и 43 человек. После Имановых в селе обосновались Исмаил Дашдемир оглы и Халаф Аллахверен оглы. Кроме рода Имановых, в селе также живёт род Галалылар, который полностью переселился в селе Молаоглы из близлежащего села Гюллюбаг, некогда находившимся по соседству.

## География
Село Молаоглы расположено на северном склоне горного хребта Лек-Лавляр, по обе стороны реки Бановшасу, в 35 км от районного центра, и в 5 км к югу от деревни Садахло, на высоте 560 метров от уровне моря.
Граничит с такими сёлами как Гулбаги, Цопи, Ходжорни, Бурдадзори, Садахло и Хохмели Марнеульского муниципалитета.

## Население
По данным Государственного статистического комитета Грузии, согласно официальной переписи 2002 года, численность населения села Молаоглы составляет 1180 человек и на 100 % состоит из азербайджанцев.

## Экономика
Население в основном занимается сельским хозяйством, овцеводством, скотоводством и овощеводством.

## Достопримечательности
- Мечеть.[6]
- Средняя школа - 19 сентября 2008 года, супруга президента Грузии Сандра Рулофс приняла участие в открытии нового школьного здания, рассчитанного на 230 учащихся в селе Молаоглы. Школьникам был передан подарок президента Грузии Михаила Саакашвили - портфели с учебниками и учебными принадлежностями. На строительство нового школьного здания были израсходовано около полумиллиона лари. На церемонии открытия присутствовали посол Азербайджана в Грузии Намиг Алиев, губернатор региона Квемо Картли Давид Киркитадзе, заместитель министра образования и науки Грузии Александр Чикваидзе, а также руководство Марнеульского района.[7]

## Известные уроженцы
- Ашуг Магомед Садахлы
- Ашуг - поэт Мехман Магомедоглу
- Ашуг Надир Самедов
- Поэт Языг Мехман
- Поэт Хафиз Керимов